# Fisklöstjärnen (Torps socken, Medelpad, 690951-151963)
Fisklöstjärnen är en sjö i Ånge kommun i Medelpad och ingår i Delångersåns huvudavrinningsområde. Sjön har en area på 0,0667 kvadratkilometer och ligger 409,3 meter över havet. Sjön avvattnas av vattendraget Rävåsbäcken.

## Delavrinningsområde
Fisklöstjärnen ingår i det delavrinningsområde (690897-151775) som SMHI kallar för Mynnar i Vikörn. Medelhöjden är 415 meter över havet och ytan är 8,01 kvadratkilometer. Det finns inga avrinningsområden uppströms utan avrinningsområdet är högsta punkten. Rävåsbäcken som avvattnar avrinningsområdet har biflödesordning 2, vilket innebär att vattnet flödar genom totalt 2 vattendrag innan det når havet efter 136 kilometer. Avrinningsområdet består mestadels av skog (80 procent) och sankmarker (13 procent). Avrinningsområdet har 0,07 kvadratkilometer vattenytor vilket ger det en sjöprocent på 0,8 procent.